# David Henrik Hildebrand
David Henrik Hildebrand, född 1712 i Stockholm, död där 8 februari 1791, var en svensk militär, brukspatron och godsägare samt en av Sveriges rikaste män under 1700-talet.

## Biografi
David Henrik Hildebrand tillhörde den adliga släkten Hildebrand. Hildebrand bedrev studier i Uppsala och Halle. Han blev vid 20 års ålder fänrik vid Livgardet. År 1733 fick han tillstånd att gå i franskt tjänst. 1737 blev han ryttmästare vid Västgöta kavalleriregemente. 
Efter fadern Jakob Henrik Hildebrand  ärvde han en omfattande förmögenhet i form av bruks- och lantegendomar. Han förvärvade dessutom bland annat godsen Fållnäs i Sorunda socken (1738), Nynäs i Bälinge socken (1769) och Bystad med Brevens bruk i Askers socken (1774). Familjens sätesgård var Håtunaholm i Håtuna socken. 
Hildebrands första äktenskap med friherrinnan Fredrik Eleonora Cronstierna var barnlöst. Hon var dotter till Mårten Cronstierna och avled 1754. Två år därefter gifte sig Hildebrand med hovfröken Agneta Sofia Schönström (1734–1796), som var dotter till Albrecht Schönström. Makarna fick fem barn, varav ett var dödfött och ett dog tidigt.
Genom testamente 1778 instiftade han fideikommisserna Ericsberg samt Bystad och Fållnäs. Ericsberg med Forssjö bruk i Stora Malms socken, och Hildebrandska husen i kvarteret Rosenbad i Stockholm skulle tillfalla sonen David Gotthard Henrik (1761–1808), medan de båda döttrarna, Florentina Ulrika (1760–1785) och Agneta Sofia (1764–1789) skulle ärva Bystad respektive Fållnäs. Båda döttrarna dog dock före fadern, och eftersom den äldre var barnlös, fick brodern David Gotthard Henrik även Bystad medan Fållnäs gick till Agneta Sofias barn som hon hade tillsammans med friherre Carl Göran Bonde.
Vid sin död 1791 efterlämnade Hildebrand 1 357 696 riksdaler.